# Pandanus pumilus
Pandanus pumilus är en enhjärtbladig växtart som beskrevs av Harold St.John. Pandanus pumilus ingår i släktet Pandanus och familjen Pandanaceae. Inga underarter finns listade.